# القمة الخليجية 2000 (المنامة)
قمة مجلس التعاون الخليجي 2000 أو القمة الخليجية 21، هي اجتماع قمة عُقد يوم الأحد 31 ديسمبر 2000 في مدينة المنامة بمملكة البحرين. برئاسة صاحب الجلالة الملك حمد بن عيسى آل خليفة ملك مملكة البحرين. 

## المشاركين

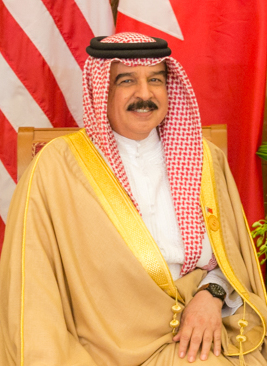
البحرين صاحب الجلالة الملك حمد بن عيسى آل خليفة ملك مملكة البحرين (رئيس الاجتماع)
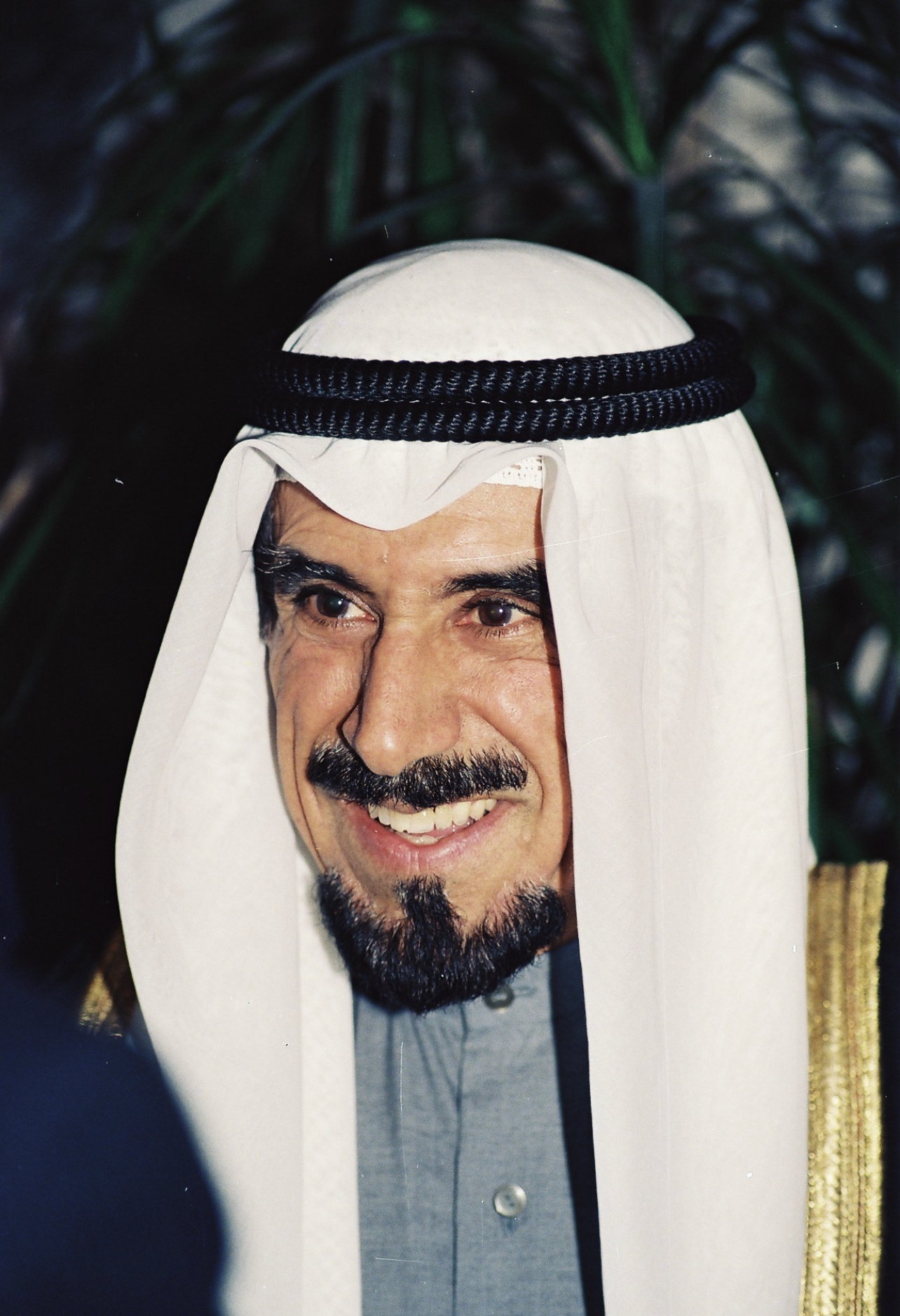
الكويت صاحب السمو الشيخ جابر الأحمد الجابر الصباح أمير دولة الكويت
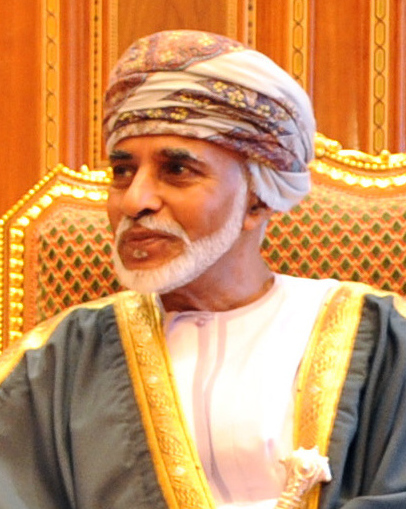
عُمان صاحب الجلالة السلطان قابوس بن سعيد آل سعيد سلطان عمان
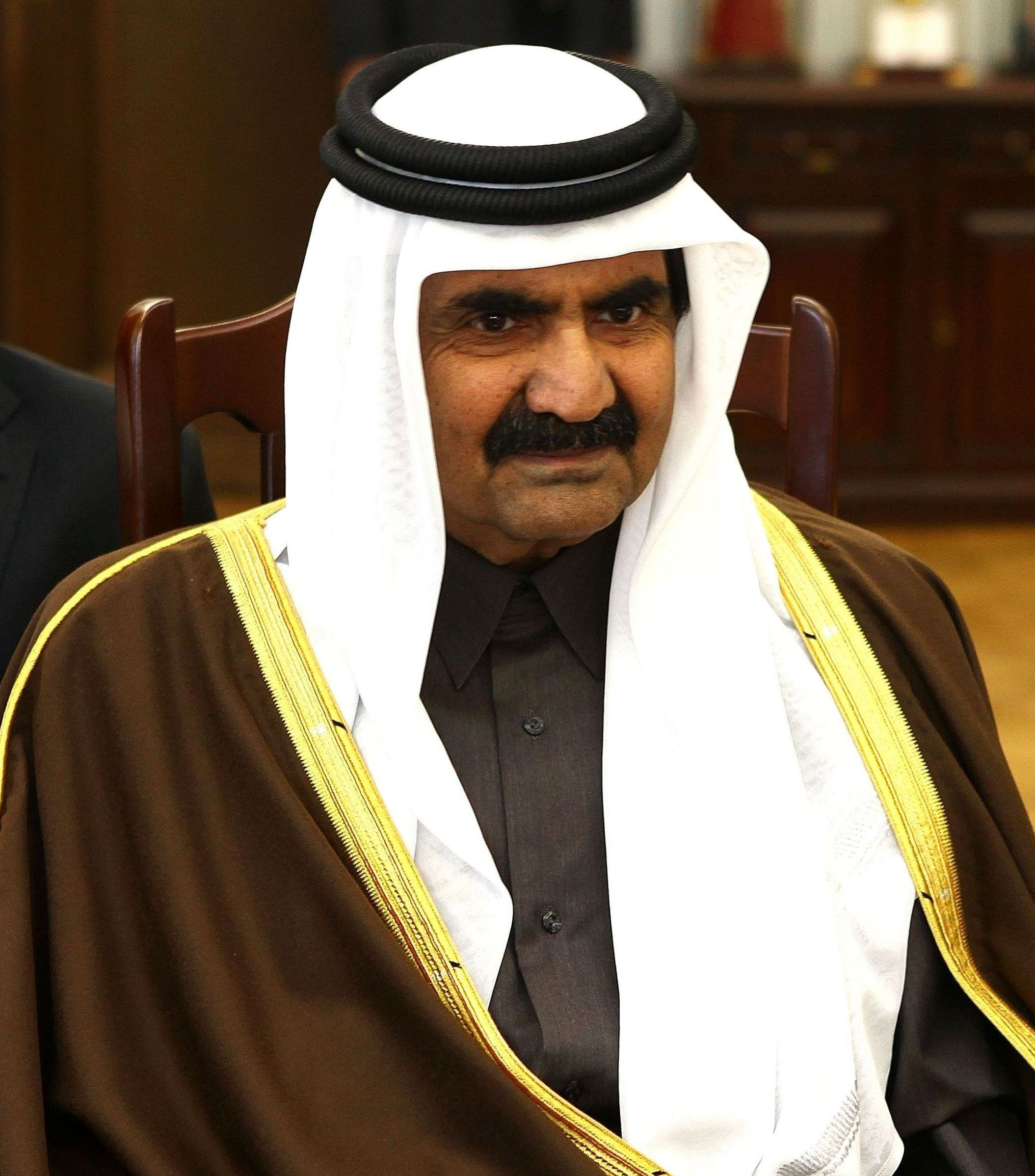
قطر صاحب السمو الشيخ حمد بن خليفة آل ثاني أمير دولة قطر
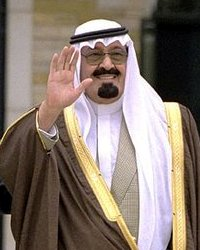
السعودية صاحب السمو الملكي الأمير عبدالله بن عبدالعزيز آل سعود ولي العهد نائب رئيس مجلس الوزراء رئيس الحرس الوطني
الإمارات العربية المتحدة صاحب السمو الشيخ مكتوم بن راشد آل مكتوم نائب رئيس الدولة رئيس مجلس الوزراء حاكم دبي
مجلس التعاون الخليجي معالي الشيخ جميل بن إبراهيم الحجيلان أمين عام مجلس التعاون لدول الخليج العربية